# Super Bowl LIV
Super Bowl 54 – pięćdziesiąty czwarty finał o mistrzostwo zawodowej ligi futbolu amerykańskiego NFL, rozegrany 2 lutego 2020 roku na stadionie Hard Rock  Stadium w Miami Gardens na Florydzie. Jest to miejsce rozgrywania domowych spotkań drużyny Miami Dolphins. Spotkały się w nim zespoły mistrza konferencji NFC, San Francisco 49ers oraz mistrza konferencji AFC, Kansas City Chiefs.
Zgodnie z przyjętą konwencją Chiefs, jako przedstawiciele AFC, byli gospodarzem parzystego meczu finałowego.
Było to drugie zwycięstwo Chiefs w Super Bowl.
Hymn Stanów Zjednoczonych przed meczem zaśpiewała Demi Lovato. W przerwie meczu podczas Halftime Show na stadionie wystąpiły Jennifer Lopez i Shakira z udziałem Bad Bunny'ego oraz J Balvina.